# Кийра Найтли
Кийра Кристина Найтли (на английски: Keira Knightley, звуков файл за произношение) е номинирана за награда „Оскар“ британска актриса. Родена през 1985 г. в Тедингтън, Мидълсекс, Англия. Тя прави своя актьорски дебют още като дете, като на 7-годишна възраст участва в телевизионната продукция от 1993 г. Royal Celebration. Кийра става международно известна през 2003 г. след главните си роли във филмите „Ритай като Бекъм“ и „Карибски пирати: Проклятието на черната перла“. С няколкото си последвали главни роли в холивудски продукции Кийра Найтли се превръща в една от най-популярните актриси за тези години. През 2005 г. е номинирана за Академична награда „Оскар“ за най-добра актриса за ролята си във филма „Гордост и предразсъдъци“. Една от най-първите ѝ роли в киното е като героинята дубльорка (Сабе) на Падме Амидала (Натали Портман) в първата част на „Междузвездни войни: Епизод I - Невидима заплаха“.

## Биография

### Детство
Кийра е родена в семейството на Шърман Макдоналд – шотландска актриса и писателка, и Уил Найтли – телевизионен и филмов актьор. Има по-голям брат на име Калеб (р. 1979 г.). По-голямата част от детството си Кийра прекарва в Ричмънд, посещавайки училището „Тедингтън“ и по-късно колежа „Ъшър“. Участвала е в няколко малки продукции, сред които After Juliet, написана от майка ѝ. Страда от дислексия, но работи много упорито да превъзмогне проблема и успява да изкара добри оценки в училище. Получава разрешение да наеме импресарио и е насърчена да започне кариера в киното.

### Кариера
След дебюта си на 7 години в Royal Celebration Кийра участва в сериала The Bill през 1995 г. След това участва в няколко телевизионни филма, а после идва дебютът ѝ в киното като двойничка на Падме в „Междузвездни войни – Невидима заплаха". Получава ролята заради приликата си с Натали Портман. В пълен грим и костюми дори майките на момичетата не можели да ги различат.
Най-голямата ѝ роля след това е като Лара в няколкосерийната адаптация от 2002 година на „Доктор Живаго“, предизвикала смесени чувства сред критиците, но и висок рейтинг. Ролята, която я прави известна, обаче е тази на Джулс Пакстън във футболно базирания филм „Ритай като Бекъм“, който реализира печалба от повече от 40 милиона щатски долара. След изгрева ѝ идва голямата роля на Елизабет Суон във високобюджетната продукция „Карибски пирати“ на Джери Брукхаймър. По това време Кийра е едва на 17 години, но вече е световноизвестна. Следва ролята в романтичната комедия „Наистина любов“, която я събира с мнозина големи актьори. Следващата ѝ роля на Гуиневир във филма „Крал Артур“ предизвиква далеч по-малък възторг, въпреки че доста хора харесват обновения образ на принцесата.
Оттам нататък Кийра става доста заета, като 2005 година ѝ носи 3 филма, първият от които „Усмиряване“. Трилърът е наречен от критиците „неоригинален, объркан и глупав“, като ролята на Найтли не само не предизвиква много положителни емоции, а и ѝ коства доста усилия, защото във филма британската актриса трябва да говори с американски акцент. Следва екшънът на Тони Скот „Домино“, в който тя играе жената ловец на глави Домино Харви. Това се оказва ролята, спечелила ѝ най-много негативни емоции. Но ролята ѝ на Елизабет Бенет в свежата продукция „Гордост и предразсъдъци“ по романа на Джейн Остин ѝ носи номинация за Академична награда за най-добра актриса. Впечатляващото ѝ изпълнение помага на филма да достигне повече от 100 милиона щатски долара световна печалба и ѝ спечелва „Златен глобус“, както и номинация за „Оскар“.
През 2006 г. второто изпълнение на Елизабет Суон в „Карибски пирати: Сандъкът на мъртвеца“ е най-голямата ѝ финансова печалба дотогава. Кийра е номинирана за Филмовата награда на MTV за най-добро изпълнение, но тя е спечелена от Джони Деп. Следващите ѝ появявания на големия екран са в края на хитовата пиратска трилогия „Карибски пирати: на края на света“, която е заснета едновременно с втората част. През 2007 г. е ангажирана във филм със заглавие The Edge of Love по сценарий на майка ѝ, излязъл на екран през 2008 г. През 2012 г. Кийра завършва снимките на филмите по романите „Коприна“ и „Изкупление“. През 2012 г. излиза и продукцията на Джоуи Райт „Анна Каренина“, в която Кийра Найтли изпълнява главната роля, партнирайки си с Джъд Лоу и Айрън Тейлър-Джонсън. През 2014 участва в „Игра на кодове“ – биографичен филм за Алън Тюринг и екипа му. Тази роля ѝ носи номинация за награди „Оскар“, „Златен глобус“, „Сателит“ и БАФТА най-добра поддържаща женска роля и номинация за „Емпайър“ за най-добра женска роля.

### Личен живот
На снимачната площадка на „Гордост и предразсъдъци“ Кийра се запознава и започва да се среща с актьора Рупърт Френд, който ѝ партнира във филма.
Актрисата многократно отрича слуховете, че е анорексичка, но признава, че семейството ѝ има преживявания с това заболяване. При премиерата на втората част на „Карибски пирати“ актрисата изглежда много слаба, но в интервю тя обяснява, че това се дължи на многото работа и постоянното движение с тежки мокри дрехи, а не на хранително разстройство.
Младата красавица се притеснява, че се е превърнала в работохоличка, казвайки, че „последните пет години са се слели в една“. Като резултат Кийра обмисля една година почивка от кариерата, през която да попътува и да се фокусира върху личния си живот.
На 4 май 2013 г. се омъжва за музиканта Джеймс Райтън, който е член на британската рок група Klaxons. Съпрузите имат две дъщери: Еди Райтън (род. през май 2015 г.) и Делайла Райтън (род. през август 2019 г.).

## Филмография

### Филми
| Година | Филм                                            | Роля                          | Бележки |
| ------ | ----------------------------------------------- | ----------------------------- | --- |
| 1999   | Междузвездни войни: Епизод I - Невидима заплаха | Сабе (двойничка на кралицата) | |
| 2001   | Принцесата на крадците                          | Гуин, дъщеря на Робин Худ     | първа главна роля |
| 2001   | Бункерът                                        | Франсис „Франки“ Алмънд Смит  | първа гола сцена |
| 2002   | Pure                                            | Луис                          | |
| 2002   | Ритай като Бекъм                                | Джулс Пакстън                 | |
| 2003   | Карибски пирати: Проклятието на черната перла   | Елизабет Суон                 | |
| 2003   | Наистина любов                                  | Жулиета                       | |
| 2004   | Крал Артур                                      | Гуиневир                      | |
| 2005   | Усмиряване                                      | Джаки                         | |
| 2005   | Домино                                          | Домино Харви                  | |
| 2005   | Гордост и предразсъдъци                         | Елизабет Бенет                | Номинирана за Оскар, за най-добра актриса ;номинирана за БАФТА за най-добра поддържаща актриса                                                                                               |
| 2006   | Карибски пирати: Сандъкът на мъртвеца           | Елизабет Суон                 | |
| 2007   | Карибски пирати: На края на света               | Елизабет Суон                 | |
| 2007   | Коприна                                         | Hélène Joncour                | |
| 2007   | Изкупление                                      | Сесилия Талис                 | |
| 2008   | The Edge of Love                                | Вера Филипс                   | |
| 2008   | Дукесата                                        | Джорджиана Кавендиш           | |
| 2011   | Опасен метод                                    | Сабина Шпилрайн               | |
| 2012   | Ана Каренина                                    | Ана Каренина                  | Номинирана за най-добра актриса на Европейските филмови награди. |
| 2012   | Seeking a Friend for the End of the World       | Пенелъпи Локхарт              | |
| 2013   | Begin Again                                     | Грета                         | |
| 2014   | Джак Райън: Теория на хаоса                     | Кати                          | |
| 2014   | Laggies                                         | Меган                         | |
| 2014   | Игра на кодове                                  | Джоан Кларк                   | Номинация за Оскар за поддържаща женска роля; номинация за Златен глобус за поддържаща женска роля; номинация БАФТА за поддържаща женска роля; номинация за Сателит за най-добра женска роля |
| 2015   | Еверест                                         | Джан Арнолд                   | |
| 2016   | Косвена красота                                 | Ейми Мур / „Любов“            | |
| 2018   | Лешникотрошачката и четирите кралства           | Фея Драже                     | |
| 2023   | Бостънският удушвач                             | Лорета Маклафлин              | |

### Телевизионни филми и сериали
| Година | Филм                                                     | Роля                       |
| ------ | -------------------------------------------------------- | -------------------------- |
| 1995   | Селска работа                                            | Наташа Джордан             |
| 1995   | Невинни лъжи                                             | Младата Селия              |
| 1996   | Търсачи на съкровища                                     | Принцесата                 |
| 1998   | Завръщане у дома                                         | Младата Джудит             |
| 2001   | Принцесата на крадците                                   | Гуен (дъщеря на Робин Худ) |
| 2002   | Доктор Живаго                                            | Лара Антипова              |
| 2007   | Robbie the Reindeer in Close Encounters of the Herd Kind | Ем (глас)                  |